# Studenija czał
Studenija czał (bułg. Студения чал) – szczyt w paśmie górskim Riła, w Bułgarii, o wysokości 2785 m n.p.m.